# 希姆湖
60°30′20″N 35°39′05″E / 60.5056°N 35.6514°E
希姆湖（俄语：Шимозеро），是俄羅斯的湖泊，位於該國西北部，由沃洛格達州負責管轄，長6公里、寬5公里，面積10平方公里，海拔高度216米，平均水深4米，最大水深12.5米。